# Hendrik Jan Averink
Hendrik Jan Averink (Delden, gedoopt 19 februari 1772 - aldaar, 2 januari 1858) was een Nederlandse burgemeester

## Leven en werk
Averink was een zoon van Derk Averink en Janna Slaghekke. Hij was, van 1812 tot 1843, meer dan dertig jaar maire en burgemeester van de Overijsselse plaats Delden. Zijn zoon Hendrik Jan Aeyelts Averink werd in het jaar dat hij zijn burgemeestersambt beëindigde burgemeester van het nabij gelegen Rijssen.
Averink trouwde op 8 november 1801 te Borne met Petronella Rottink. Na het overlijden van zijn eerste vrouw hertrouwde hij op 9 juni 1808 te Weerselo met Elisabeth Aeyelts. Averink overleed bijna 86 jaar oud in 1858 in Stad Delden, de gemeente waarvan hij jarenlang burgemeester was geweest.
In Delden is de Averinkstraat naar hem genoemd.